# Matti aus Finnland
Matti aus Finnland (Originaltitel: Matti bor i Finland) ist der Titel eines Buches der schwedischen Schriftstellerin Astrid Lindgren, mit den Fotos von Anna Riwkin-Brick. 1968 erschien das Buch bei Rabén & Sjögren. Ein Jahr später brachte der Oetinger Verlag das Buch auch in Deutschland heraus.

## Inhalt
Matti lebt auf einem Bauernhof in Finnland. Er hat eine Freundin namens Merja. Merja hat einen netten Großvater, den auch Matti gerne besucht. Außerdem besitzt Merja einen Hund namens Kari, den Matti sehr gerne hat. Zu gerne hätte Matti auch ein eigenes Tier, aber er bekommt es nicht.
Als Merja eines Tages ins Wasser fällt und droht zu ertrinken, kann Matti sie retten. Die beiden versprechen einander niemanden etwas von diesem Ereignis zu erzählen.
Einige Zeit später kommt Mattis Vater mit einem kleinen Kälbchen auf den Bauernhof. Er erzählt Matti, dass das Kälbchen bis auf weiteres sein Kälbchen sein kann. Matti beschäftigt sich von da an jeden Tag mit dem Kälbchen und besucht dieses ständig auf der Wiese.
Eines Tages kauft Merjas Großvater das Kalb von Mattis Vater. Er will das Kalb für sein Geburtstagsessen schlachten. Matti ist untröstlich, jedoch geht Merjas Großvater keinen Kompromiss ein und als Mattis Vater das Kalb zurückkaufen möchte, lehnt er ab.
Merja sieht, wie verzweifelt und traurig Matti ist und beschließt mit ihrem Großvater zu reden. Sie fragt diesen wie viel sie ihm wert sei. Ihr Großvater sagt, dass sie ihm alles Geld der Welt Wert sei. Daraufhin erklärt sie, dass ihr Großvater dann auch Matti das Kalb schenken könne. Denn Matti habe sie gerettet und es würde sie, ohne Matti, nicht mehr geben. Nun erst erkennt der Großvater, wie wichtig Matti das Kalb ist und schenkt es diesem. Schließlich feiern alle zusammen Großvaters Geburtstag, allerdings ohne Kalbsbraten.

## Hintergrund
Matti aus Finnland wurde 1968 erstmals als Matti bor i Finland beim schwedischen Verlag Rabén & Sjögren veröffentlicht. Es ist das dreizehnte von insgesamt 15 Büchern aus der Reihe Kinder unserer Erde. 1969 erschien das Buch in deutscher Übersetzung von Thyra Dohrenburg. Es ist das letzte Buch, das in Zusammenarbeit von Anna Riwkin-Brick und Astrid Lindgren entstand. Inzwischen ist das Buch vergriffen und kann nur noch gebraucht erworben werden.
Das Buch wurde in viele andere Sprachen, wie zum Beispiel Deutsch, Englisch und Hebräisch übersetzt. In Israel war die Serie Kinder unserer Erde, zu der auch Matti aus Finnland gehört, ein großer Erfolg. Letzterer basierte auch auf den Übersetzungen der Dichterin Leah Goldberg.

## Entstehungsgeschichte
Das Buch unterscheidet sich von den anderen Astrid Lingren Werken in der Reihe insofern, als bei diesem Buch nicht Riwkin-Brick zuerst die Fotos zu dem Buch machte und Astrid Lindgren dann den Text schrieb, sondern es hier umgekehrt war.
Lindgren schrieb an Riwkin-Brick, dass das Buch eine Art von Bullerbü-Fotobuch werden solle. Dabei solle es um einen sieben bis achtjährigen, süßen, finnischen Bauernjungen gehen. Es sollte dessen Alltagsleben bei der Arbeit auf der Farm und während des Spielens gezeigt werden.
Lindgren schrieb außerdem ein Manuskript, in dem genau stand, welche Fotos Riwkin von Matti machen sollte. Sie sollte ihn beim Schweine füttern, beim Beeren pflücken, beim Sammeln von Zweigen im Winter usw. fotografieren. In der ersten Version der Geschichte von Lindgren rettet Matti einem anderen Jungen das Leben. Als dieser wegzieht, schenkt der Junge Matti seinen Hund. Matti wird von dem Hund jedoch nicht als neues Herrchen akzeptiert, was ihn sehr traurig macht. Mattis Mutter erklärt ihm, dass er Geduld haben solle. Nachdem Matti sich den Tag über mit anderen Dingen beschäftigt hat, hat auch der Hund sich an die neue Umgebung gewöhnt. Er nimmt Matti als sein neues Herrchen an. Im letzten Bild sollte ein jubelnder Matti zu sehen sein, der gemeinsam mit dem Hund umherspringt. Lindgren schrieb in enger Zusammenarbeit mit Riwkin mehrere Fassungen der Geschichte, an denen sich Riwkin mit ihren Fotos orientierte. Lindgren änderte ihren Text im Zusammenhang mit den Fotos immer wieder um, bis die letzte und aktuelle Buchfassung entstand.

## Rezeption
Kirkus Review lobt die herrlich frischen Land- und Landschaftsszenen. Außerdem habe die Geschichte süße Unschuld, die heutzutage selten sei.
Readingastrid meint, dass das Buch im Gegensatz zu vielen anderen aus der Kinder unserer Erde Reihe erstaunlich aktuell geblieben sei. So konzentriere sich das Buch auf einen Kampf, dem sich fast alle Kinder ausgesetzt sehen, ein Haustier haben zu wollen. Die Vorstellung, dass jemand ausgerechnet dieses Tier kaufen und essen wolle erzeuge auch noch heute für Kinder eine spannende Atmosphere, die sie zum Weiterlesen anrege. Außerdem würden sich die Kinder gut in die Gefühle der Hauptperson, wie zum Beispiel dessen Wut, hineinversetzen können.

## Ausgaben
- Matti bor i Finland, Rabén & Sjögren, 1968, schwedische Ausgabe
- Matti Lives in Finland, The Macmillan Company, 1968, US-amerikanische Ausgabe
- Matti aus Finnland, Oetinger Verlag, 1969, deutsche Ausgabe, ins Deutsche übersetzt von Thyra Dohrenburg